# هنري سكوت (سياسي)
هنري سكوت (بالإنجليزية: Henry Scott)‏ هو سياسي أسترالي وبريطاني (وحمل سابقاً جنسية المملكة المتحدة لبريطانيا العظمى وأيرلندا)، ولد في 29 مايو 1836، وتوفي في 16 ديسمبر 1913. انتخب عضو مجلس جنوب أستراليا التشريعي عن دائرة Central District No. 1 (South Australian Legislative Council) ‏ وقد انضم خلال فترته النيابية (8 مايو 1885 – 8 مايو 1891)  للكتلة البرلمانية مستقل وانتخب Lord Mayor of Adelaide ‏ وقد انضم خلال فترته النيابية (1877 – 1878)  للكتلة البرلمانية مستقل وانتخب عضو مجلس جنوب أستراليا التشريعي وقد انضم خلال فترته النيابية ‏ (10 سبتمبر 1878 – 7 مايو 1885)  للكتلة البرلمانية مستقل.